# 滨跳虫科
滨跳虫科（学名：Actaletidae）是弹尾目下的一个科。

## 下属分类
本科包括以下属：
- 滨跳虫属 Actaletes Giard, 1889
- Spinactaletes F.N.Soto-Adames, 1988